# Пангал, Антим
Антим Пангал (англ. Antim Panghal; род. 31 августа 2004, Bhagana, Hisar, Харьяна) — индийская спортсменка, борец вольного стиля, призёр чемпионата мира, чемпионата Азии и Азиатских игр.

## Карьера
В августе 2022 года в Софии стала первой в истории индийской борьбы победителем первенства мира среди юниоров до 20 лет. В апреле 2023 года в Астане в финале чемпионата Азии уступила японке Акари Фудзинами, став серебряным призёром. В августе 2023 года в Аммане во второй раз подряд выиграла Первенство мира среди юниоров до 20 лет. В сентябре 2023 года на чемпионате мира в Белграде в схватке за 3 место она одолела Йонну Мальмгрен из Швеции, став бронзовым призёром.

## Личная жизнь
Антим Пангал родилась в деревне Бхагана округа Хисар в штата Харьяна. Её отца зовут Рамнивас Пангал, а мать – Кришна Кумари.

## Достижения
- Азиатские игры 2022 — ;
- Чемпионат Азии по борьбе 2023 — ;
- Чемпионат мира по борьбе 2023 — ;